# غيسيبي أرسيمبولدو
غيسيبي أرسيمبولدو (بالإيطالية: Giuseppe Arcimboldo ويكتب أيضا Arcimboldi وArcimboldus).ولد 1527 في ميلانو وتوفي في 11 يوليو 1593 في نفس المدينة. هو رسام إيطالي ينتمي للحركة الفنية مانييريزمو. يعرف ويشتهر برسمه للبورتريه باستخدام الخضر والغلال والحيوانات وكائنات حية أخرى.

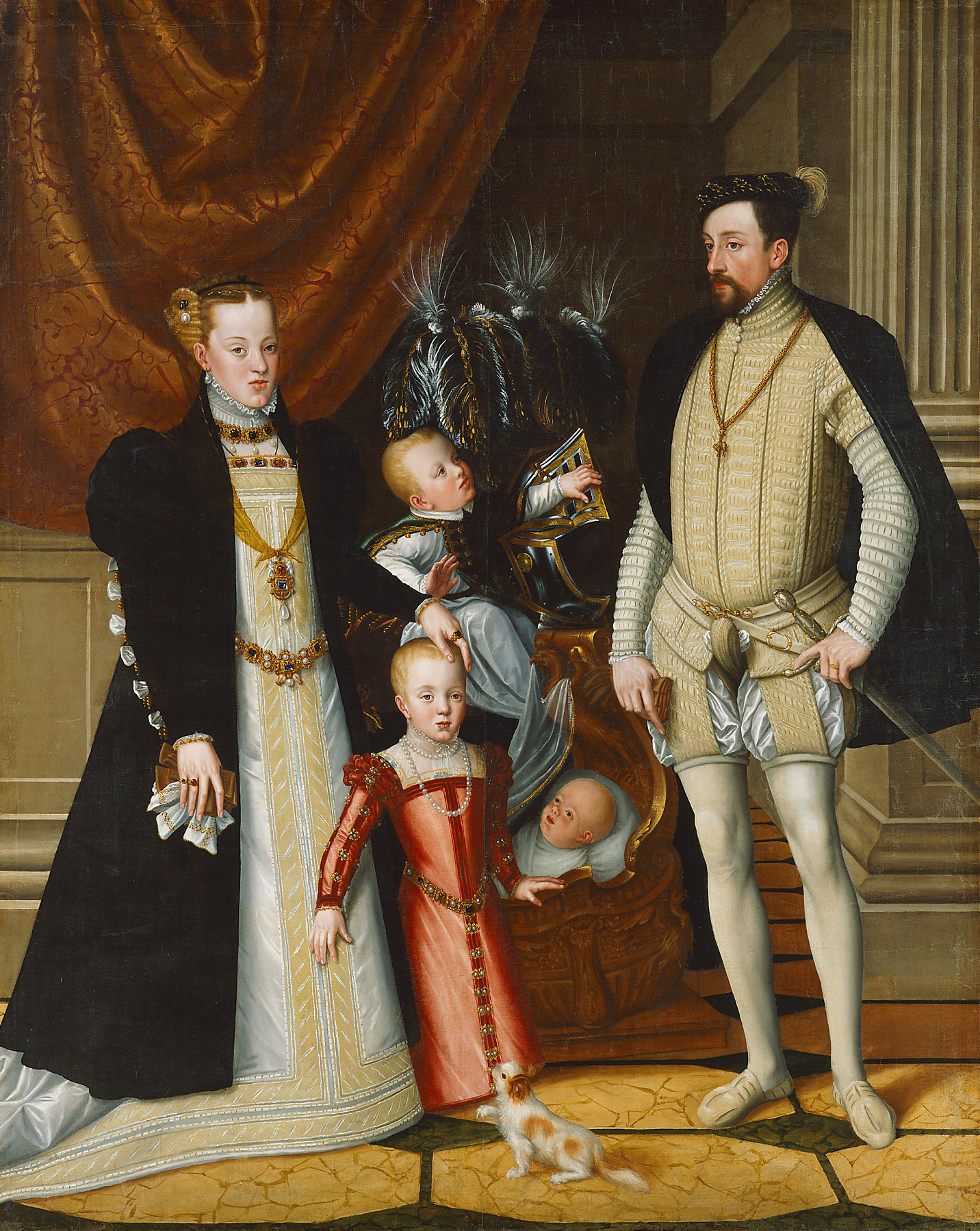
بورتريه ماكسيمليان الثاني وعائلته، رسمها أرسيمبولدو سنة 1563.

لوحة Vertumne، بورتريه رودولف الثاني، رسمت سنة 1590، وهي موجودة في قصر سكوكلوستر (السويد).

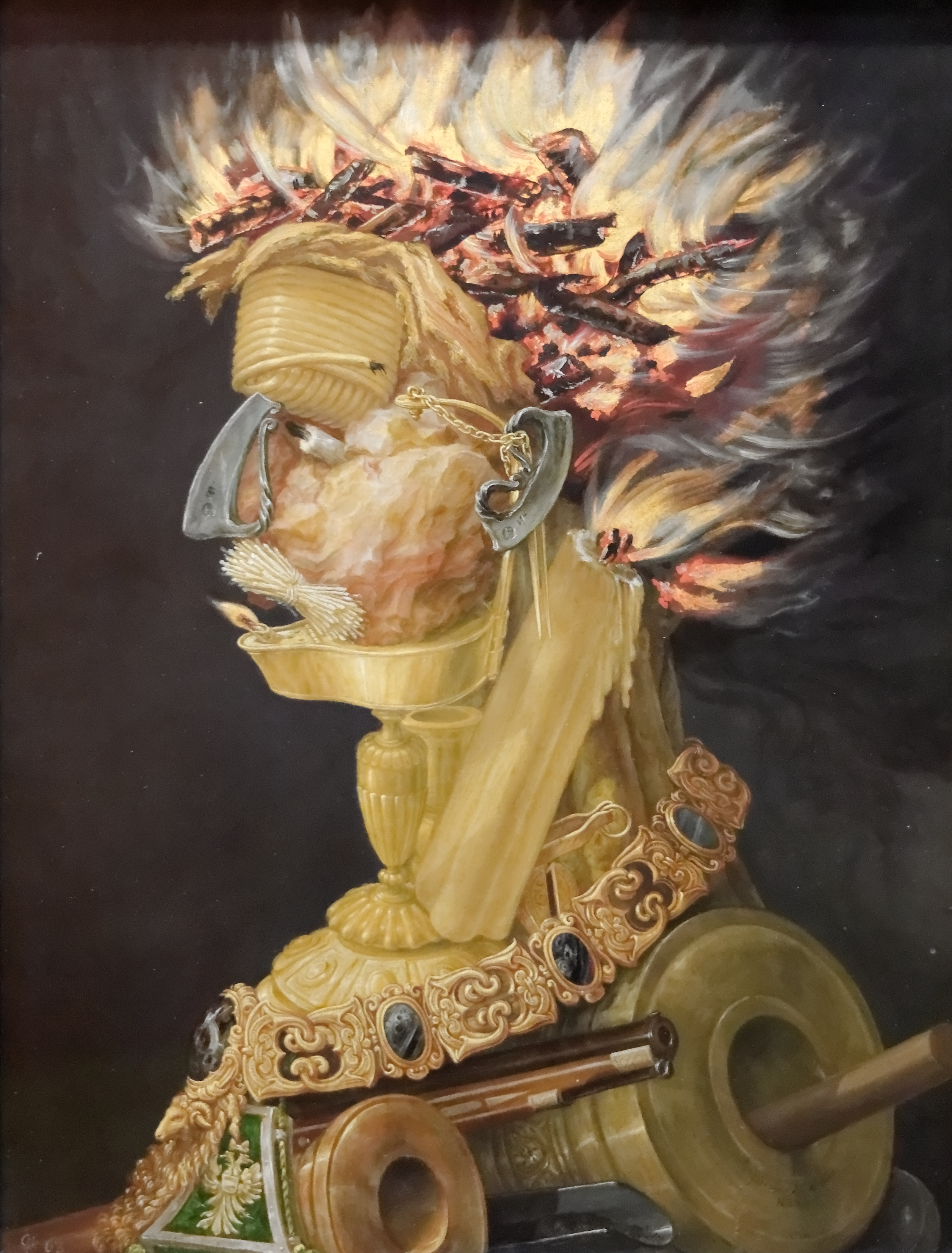
لوحة النار ، رسمت سنة 1566، موجودة في متحف كونستيستوريشز (النمسا).

## السيرة الذاتية
غيسيبي أرسيمبولدو ولد في ميلانو حوالي سنة 1527 وينتمي لعائلة رسامين.

بدأ الشهرة في عمر ال24 عاما عندما اشتغل مع أبيه الحرفي والرسام في كاتدرائية ميلانو. آنذاك بدأ بصناعة كرتون النوافذ، وسرعان ما لوحظ من فرديناند الأول الذي طلب منه صناعة خمسة شعارات على أقمشة للكاتدرائية، وهنا بدأت يشتهر. تم استدعائه إلى براغ سنة 1562 للعمل في بلاط فرديناند الأول إمبراطور الرومانية المقدسة ليصبح رسام بورتريه العائلة الامبراطورية. يوجد الكثير من اللوحات الكلاسيكية منسوبة لأرسيمبولدو، وأشهرهم بورتريه ماكسيمليان الثاني وعائلته والتي رسمها في 1563.

بعيد قدومه لبلاط الإمبراطور فرديناند الأول، بدأ أرسيمبولدو رسم لوحته المشهورة الفصول الأربعة، وههنا أطلق العنان لنمط غريب جديد في الرسم: «الرؤوس المتكونة» وهي بورتريه أو صور كاريكاتورية تتكون من الخضر والغلال والحيوانات والكائنات الطبيعية التي ترمز إلى الفصول أو المهن. وأثارت هذه الأعمال حفيظة من في المحاكم. ورسم في وقت لاحق سلسلة أخرى من الفصول الأربعة في 1572 و1573 (سلسلة من الفصول الأربعة موجودة في متحف اللوفر، منهم الخريف ، والتي طلبها ماكسيمليان الثاني لاهدائها لأوغست الأول ناخب ساكسونيا).

بورتريات أخرى تمزج الحيوانات والأدوات: العناصر الأربعة (النار والماء سنة 1566 في متحف كونستيستوريشز في فيينا) أو تجسيد المهن (أمين المكتبة، البستاني، الطباخ...).

خارج رسم البورتريه، يهتم أساسا بإثراء Wunderkamern، وهي غرف الفن والصور للأباطرة ماكسيمليان الثاني ورودولف الثاني. كشخص مبدع ومفكر مخترع، تم تفويضه وتأمينه بتنظيم الحفلات الأميرية (لا يزال لحد الآن بضع الأزياء والأسلحة) وتم تعيينه كمستشار فني لإنشاء المجموعات الامبراطورية. منذ 1565، تم تعيينه على جهاز المحاسبة المالية في البلاط الامبراطوري. وتميز باختراع طريقة لونية للنسخ الموسيقية.

سنة 1587، سمح له رودولف الثاني بالعودة إلى إيطاليا لإنهاء أيامه الأخيرة، واعدا إياه بالمواصلة في الرسم. فلورا كانت من آخر أعماله.

بالعودة إلى ميلانو، تم ترقيته بأن يكون كونت كبير سنة 1591. توفي في 11 يوليو 1593.

## نمط مؤلفاته

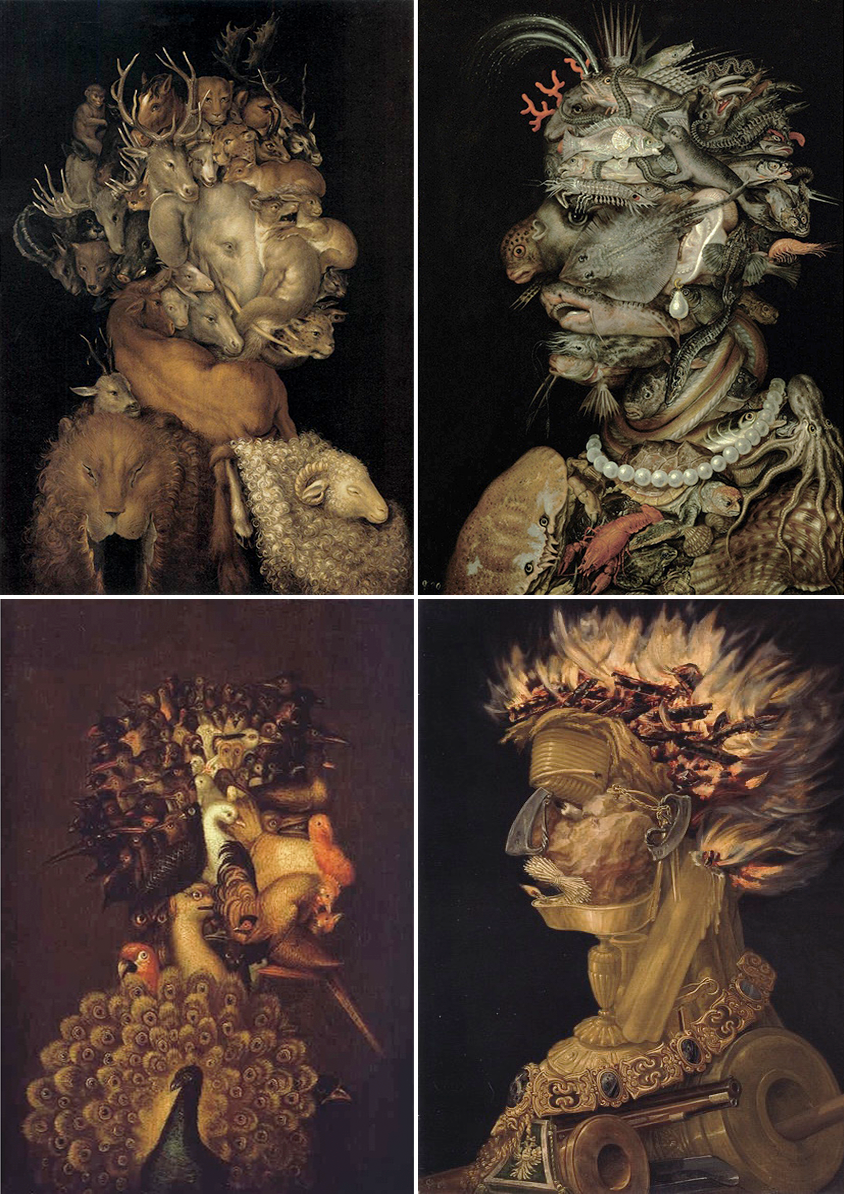
العناصر الأربعة سلسلة من اللوحات التي رسمها فنان عصر النهضة الأيطالي جوزيبي أرسيمبولدو عام 1566

إذا اعتبرنا أرسيمبولدو كمخترع نمط رسومات البورتريه بالمواد والكائنات الحية، يوجد عادة منذ العصور القديمة بأن يتم استعمال مواد من الطبيعة في اللوحات الزيتية، باخوس.

عدة رسامين من عصر النهضة، مثل ليوناردو دا فينشي وهيرونيموس بوس، كانوا مهتمين برسم الوجوه والبورتريه الوحشيين ومشوهين، وكذلك التركيب كعناصر للتحويل. لذلك لوحات أرسيمبولدو تستند إلى طرق معينة.

رائعته تتمثل في بورتريه رودولف الثاني في لوحة "Vertumne" المرسومة لسنة 1591.

لم يكن لأرسيمبولدو تلامذة تتلمذوا تحت يديه، لكن يوجد العديد من الرسامين قلدوه في طريقة أعماله في القرنين السابع عشر والثامن عشر. وتم إعاده تقليده في القرن التاسع عشر من قبل الكاريكاتوريين خاصة مع صور نابليون الأول ونابليون الثالث، وملوك بلجيكا، ليوبولد الأول وليوبولد الثاني. وأيضا في القرن العشرين من قبل السرياليين الذين وضعوا ألعاب كلمات مرئية في شكل صور.

لكن من الخطأ أن تنسب الأعمال التجسيمية للمناظر الطبيعية لأرسيمبولدو لأنها من أصول فلمنكية.

### لوحات:الفصول الأربعة
الفصول الأربعة هي عبارة عن سلسلة من اللوحات رسمها أرسيمبولدو في 1563 أهدى منها إلى ماكسيمليان الثاني سنة 1569 مرافقة ب سلسلة لوحات العناصر الأربعة (رسمت في 1566). ومعهم قصيدة من جيوفاني باتيستا فانيو (1546-1580) التي يفسر فيها المعنى المجازي الرمزي.

كل لوحة تمثل بورتريه (وجه) مكون من مواد تمثل الفصول الأربعة للسنة: الشتاء، الربيع، الصيف ، الخريف.

لا يزال من هذه اللوحات إلى حد الآن لوحتان أصليتان فقط، وهما الشتاء والصيف، وهما موجودتان في فيينا في النمسا. لكن أرسيمبولدو أعاد تقليد لوحة الخريف وهي معروضة في متحف اللوفر ورسمها في الأصل بطلب من ماكسيمليان الثاني الذي أهداها لأوغست الأول ناخب ساكسونيا.

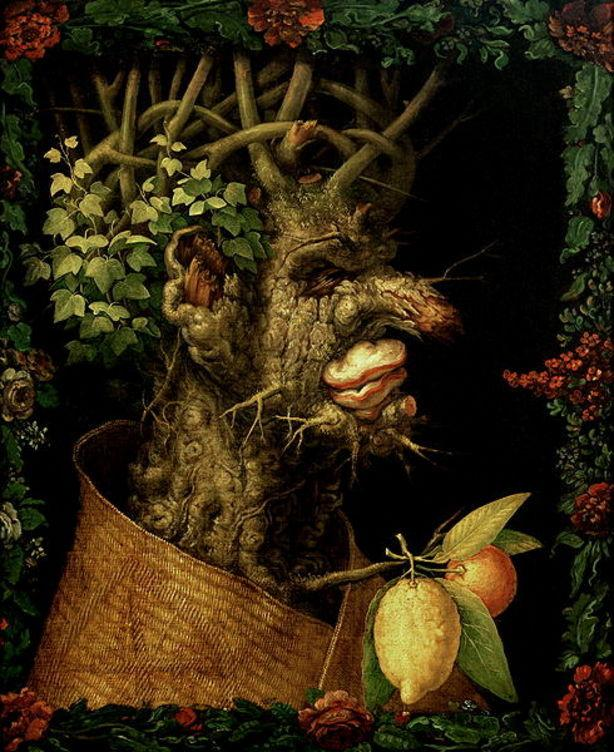
الشتاء
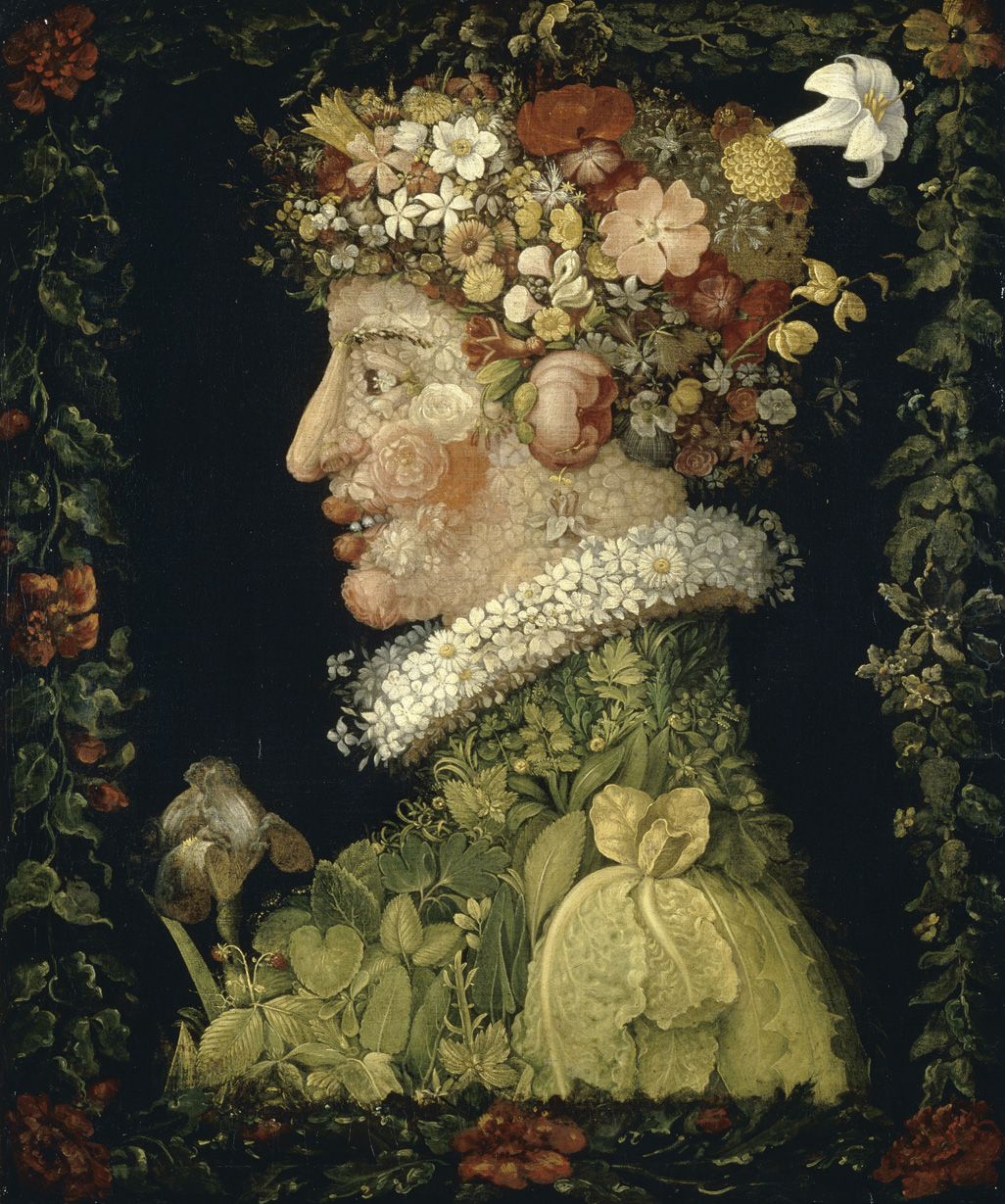
الربيع
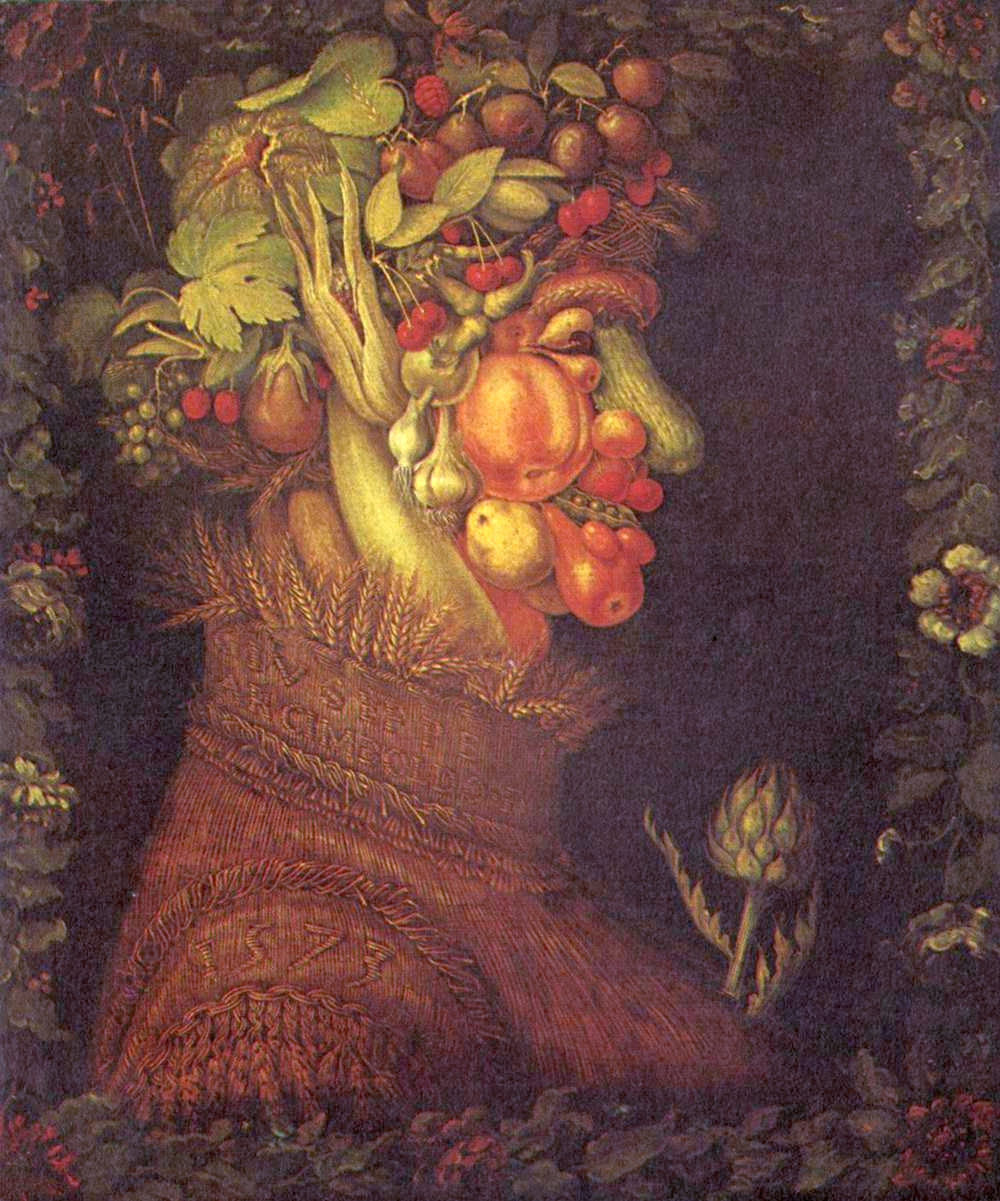
الصيف
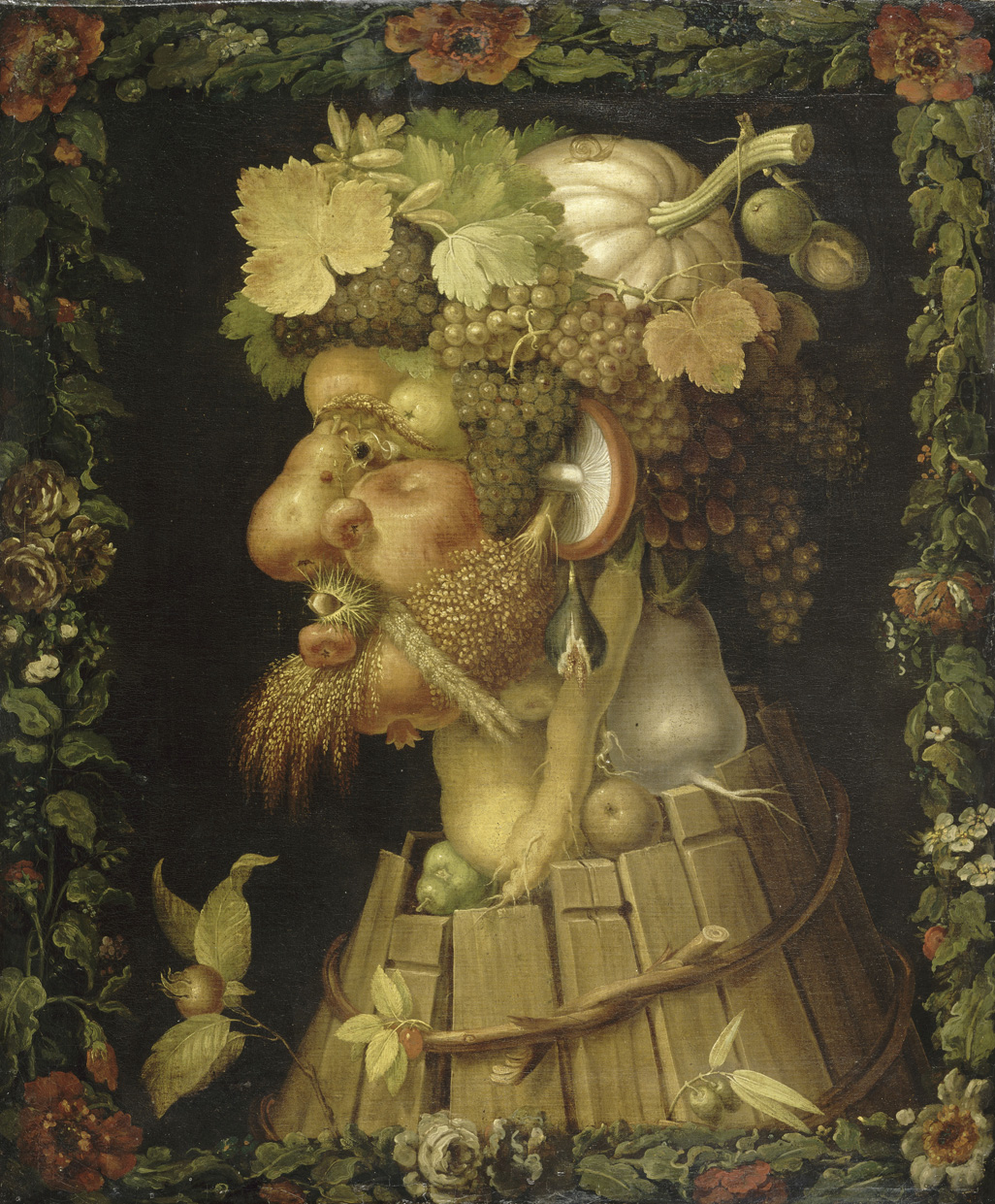
الخريف

## البعض من أعماله
- الشتاء، الربيع ، الصيف ، الخريف  (Primavera, Estate, Autunno, Inverno)، رسموا في سنة 1573، موجدون في متحف اللوفر في باريس (فرنسا).
- الشتاء (1963)، الربيع (1963)، الصيف (1963)، النار (1966, Il Fuoco)، الماء (1563-1564, Acqua)، موجدون في متحف كونستيستوريشز في فيينا (النمسا).
- الربيع (Primavera) موجودة في أكاديمية سان فرناندو الملكية للفنون الجميلة في مدريد (إسبانيا).
- أمين المكتبة (1566، l Bibliotecario)، ريترتو دي رودولفو الثاني إن فستي دي فرتونو (1591، Ritratto di Rodolfo II in veste di Vertunno) موجودتان في قصر سكوكلوستر في ستوكهولم (السويد).
- المحامي (1566) موجودة في المتحف الوطني للفنون الجميلة في ستوكهولم (السويد).
- الخضار في وعاء أوروتلانو (Ortaggi in una ciotola o l'Ortolano) موجودة في المتحف المدني ألا بانزوني في كريمونا (إيطاليا).
- بورتريه ذاتي (1575، Autoritratto) موجودة في معرض براغ الوطني في براغ (التشيك).
- دفتر رودولف الثاني (Carnet di Rodolfo II) وهي مجموعة من 148 رسم، موجدة في معرض أوفيزي في فلورنسا (إيطاليا).
- ورقة عن النفس  (Autoritratto cartaceo) وتسمى أيضا أديبا (uomo di lettere) رسمت 1587، موجودة في القصر الأحمر في جنوة (إيطاليا).

## مقالات ذات صلة
- بورتريه.

## روابط خارجية
- غيسيبي أرسيمبولدو على موقع الموسوعة البريطانية (الإنجليزية)
- غيسيبي أرسيمبولدو على موقع ميوزك برينز (الإنجليزية)
- غيسيبي أرسيمبولدو على موقع إن إن دي بي (الإنجليزية)
- غيسيبي أرسيمبولدو على موقع ديسكوغز (الإنجليزية)
- تقديم معرض أرسيمبولدو على الموقع الرسمي لمجلس الشيوخ الفرنسي نسخة محفوظة 13 يونيو 2017 على موقع واي باك مشين..
- لوحة الخريف  لسنة 1573 بدقة عالية الوضوح الموجودة في متحف اللوفر.